# Scourie
Scourie är en by i Highland i Skottland. Byn är belägen 8 km 
från Laxford Bridge. Orten har 217 invånare (2011).